# Josh Klinghoffer

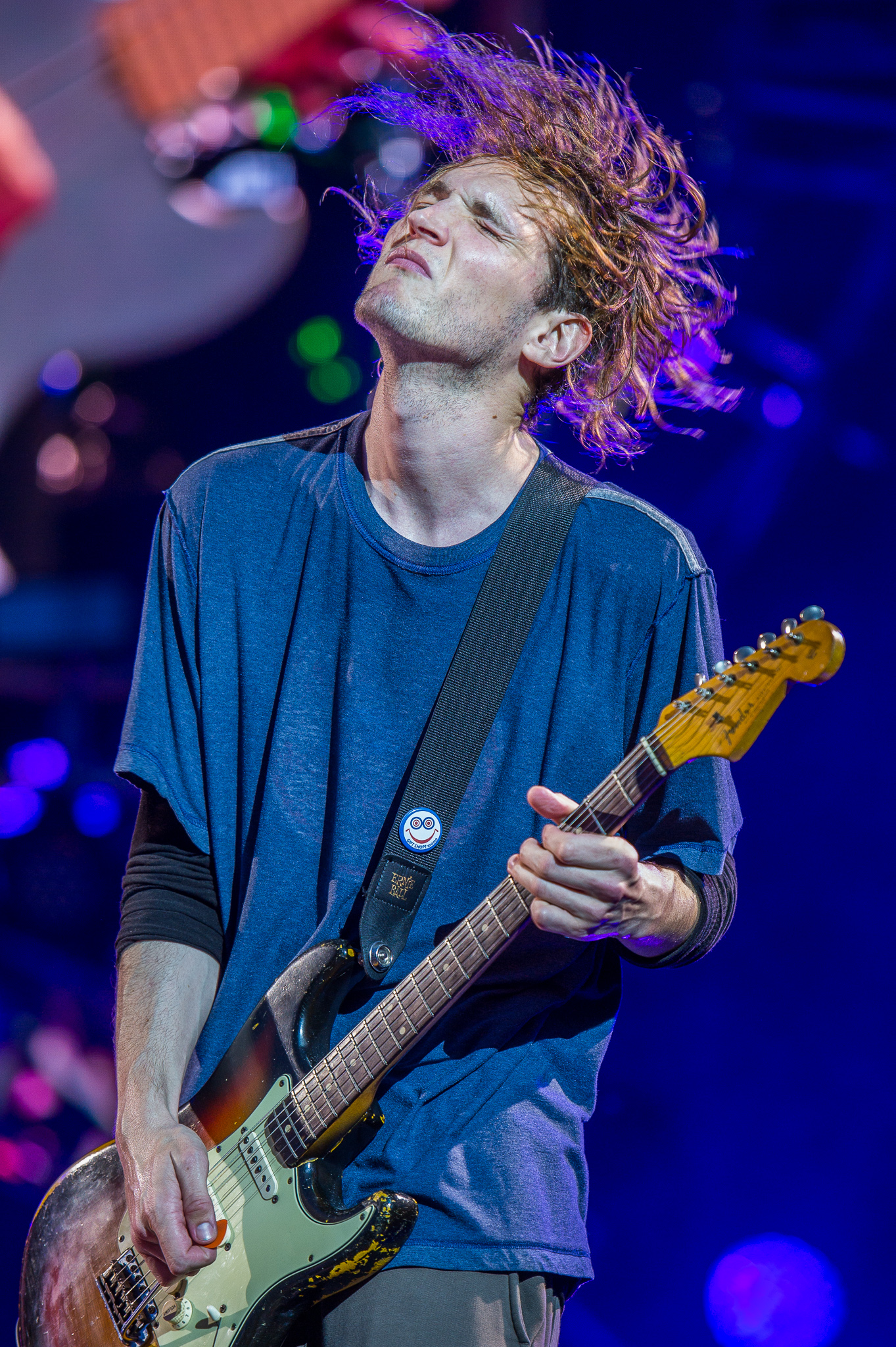
Josh Klinghoffer (2016)

Joshua Adam „Josh“ Klinghoffer (* 3. Oktober 1979) ist ein US-amerikanischer Multi-Instrumentalist und Musikproduzent. Er gründete die experimentelle Band Dot Hacker und veröffentlicht seit 2019 seine Solo-Projekte unter dem Namen Pluralone. Zudem war er von 2009 bis Ende 2019 der Gitarrist der kalifornischen Funkrockband Red Hot Chili Peppers, war davor Mitglied bei Ataxia, The Bicycle Thief und Warpaint, tourte und nahm Songs mit Künstlern wie Sophie Hunger, Gnarls Barkley, PJ Harvey, Beck, Butthole Surfers, Michael Rother, Sparks und Vincent Gallo auf.

## Leben
Mit 15 Jahren verließ Klinghoffer die Schule, wurde Teil der Musikerszene von Los Angeles und brachte sich selbst das Gitarrenspiel bei, nachdem er bereits seit der Kindheit Schlagzeug spielen kann. Rückblickend beschreibt er sich während dieser Zeit selbst als „kleinen Musik-Nerd von um die Ecke, der die Schule schmiss und den ganzen Tag immer nur Gitarre spielte“. Mit 17 Jahren trat er der Band The Bicycle Thief bei, dem Musikprojekt des Thelonious-Monster-Frontmanns Bob Forrest. Hier sammelte Klinghoffer erste Studioerfahrungen.
Im Jahr 2002 begann er, mit dem damaligen Red-Hot-Chili-Peppers-Gitarristen John Frusciante Musik zu schreiben. Der erste gemeinsame Song Omission erschien 2004 auf Frusciantes Album Shadows Collide With People. Weitere Aufnahmen folgten, und gemeinsam nahmen sie Frusciantes Soloalben The Will to Death, Inside of Emptiness und A Sphere in the Heart of Silence auf sowie mit dem Fugazi-Bassisten Joe Lally unter dem Bandnamen Ataxia die Alben Automatic Writing und AW II.
2007 war Klinghoffer Gastmusiker beim letzten Tourabschnitt der Stadium-Arcadium-Tour der Red Hot Chili Peppers und lieferte zusätzliche Gitarren-, Gesangs- und Keyboardbeiträge.
Im folgenden Jahr 2008 gründete er seine eigene Band namens Dot Hacker und veröffentlichte bis dato zwei Alben.
Im Jahr 2009 begann Klinghoffer bei den Aufnahmen zum 10. Studioalbum I’m with You der Red Hot Chili Peppers mitzuarbeiten, welches schließlich am 26. August 2011 in Deutschland und am 29. August 2011 in Großbritannien und den USA erschien. Seit dem 2. Januar 2010 wurde er auch als festes Bandmitglied geführt und nahm dadurch ab dem 11. September 2011, kurz nach Albumveröffentlichung bis einschließlich dem 21. April 2013 an der ausgiebigen I'm with You World Tour und danach an der nur nach dem Bandnamen benannten Tour teil.
2014 begannen die Red Hot Chili Peppers, weiterhin inklusive Klinghoffer, die Arbeit an ihrem elften Studioalbum, das später den Titel The Getaway bekommen sollte. Die Arbeit musste jedoch länger unterbrochen werden, als sich der Bassist Flea den Arm gebrochen hatte. Im Anschluss wurden die Arbeiten fortgesetzt bzw. von vorne gestartet, und das Album wurde schließlich innerhalb von zwei Jahren aufgenommen und am 17. Juni 2016 weltweit veröffentlicht. Im Anschluss folgte von 2016 bis 2017 wieder eine längere The Getaway World Tour sowie 2019 bereits einige Termine.
Im November 2019 brachte er unter dem Namen Pluralone dann seinen ersten Longplayer To Be One With You auf den Markt, nachdem er am 30. August 2019 zwei Cover-Versionen als Vinyl-Single herausbrachte. Seine Veröffentlichungen erscheinen beim Label Org Music.
Am 15. Dezember 2019 wurde Josh Klinghoffer von den Chili Peppers entlassen, da deren vorheriger Gitarrist John Frusciante nach zehn Jahren in die Band zurückkehren wollte. Dies wurde Klinghoffer, laut eigenen Angaben, bei einem Treffen in Anwesenheit aller Bandmitglieder von Bassist Flea in dessen Anwesen mitgeteilt, welcher zudem der Meinung gewesen sei, man solle die Entscheidung unverzüglich auf Social Media posten.
Kurz nach dem Rauswurf kündigte die Band Pearl Jam an, dass Klinghoffer mit seinem Projekt Pluralone der Support-Act für einige Termine ihrer US-Tour 2020 sein solle, welche aber wegen der Covid-19-Pandemie verschoben werden musste. Klinghoffer veröffentlichte noch im Dezember 2019 und im Laufe von 2020 als Pluralone einige bislang unveröffentlichte Aufnahmen wie u. a. „Nowhere I Am“, „Obscene“, „Fairy Tale“ etc. als Vinyl-Single und / oder Download. Diese entstanden alle während der Sessions zu „To Be One With You“.
Am 21. August 2020 spielte Klinghoffer im Rahmen von "A Song for Joe: Celebrating the Life of Joe Strummer" The Clashs Titel "Rudie Can't Fail". Dieser Live-Stream wurde Joe Strummer gewidmet, der an diesem Tag seinen 68ten Geburtstag gefeiert hätte. Im September 2020 kündigte er seinen zweiten Longplayer mit dem Namen „I Don't Feel Well“ als Pluralone an. Parallel zur Ankündigung wurde als Kostprobe der Titel „The Night Won’t Scare Me“ veröffentlicht, worauf am 14. Oktober 2020 der Titel „The Report“ folgte. Eigenen Angaben nach sind alle Kompositionen und Aufnahmen im Zeitraum nach Ausbruch von COVID-19 entstanden und sollen einige sehr neue Erfahrungen dokumentieren. Das Album erschien am 16. Oktober 2020 als CD/Download und am 19. Dezember 2020 auf Vinyl.
Am 22. April 2021 veröffentlichte Klinghoffer als Pluralone die EP „Mother Nature“ als digitale Veröffentlichung. Vier der sechs Titel sind zuvor unveröffentlichte Aufnahmen der Sessions zu „I Don't Feel Well“, während die anderen beiden Titel unterschiedlich klingende Neuaufnahmen des Titelsongs „Mother Nature“ mit anderen Musikern wie z. B. Jack Irons, Clint Walsh und weitere sind. Die Originalversion dieses Titels stammt ebenfalls vom zweiten Longplayer.
Am 9. Mai 2021 spielte Klinghoffer, gemeinsam mit Eddie Vedder, auf dem Event "Global Citizen VAX Live", welches das erste Musik-Event seit langem vor einem Publikum war und weltweit auf der Plattform YouTube übertragen wurde.
Klinghoffer wurde auch im selben Jahr Tour-Musiker für Pearl Jam. Er gab sein Debüt, als die Band am 18. September 2021 beim Sea.Hear.Now Festival wieder live auftrat. So sollte er dabei helfen, die Live-Versionen der Songs von Pearl Jams aktuellem Album Gigaton zu perfektionieren. Außerdem wurden alle anschließenden US-Termine der Gigaton-Tour im Mai und September 2022 von ihm alleine als Pluralone eröffnet, bevor er anschließend mit Pearl Jam wieder die Bühne betrat. Außerdem wirkte er bei den Aufnahmen zu Eddie Vedders Album Earthling und als Mitglied von Vedders Begleitband The Earthlings mit. Er tourte im Februar 2022 mit ihnen.
Im Januar 2022 wurde mit dem Titel „Claw Your Way Out“ die erste Single aus Pluralones drittem Longplayer veröffentlicht. Am 17. März 2022 folgte dann „This Is The Show“ – ein Longplayer, dessen Themen von den Spannungen nach dem Zweiten Weltkrieg bis hin zu Ängsten in der heutigen Zeit sowie zwischenmenschlichen Beziehungen reichen. Um die Veröffentlichung zu feiern, gaben Klinghoffer und Clint Walsh, der das Album produziert hat und musikalisch beteiligt war, am 19. März ein bewusst reduziertes Live-Konzert, welches ausschließlich online übertragen wurde. Es folgten im Mai 2022 eine CD-Veröffentlichung und im August 2022 eine Vinyl-Veröffentlichung.
Ende 2022 spielte Klinghoffer einige Shows bei der Band Jane’s Addiction als Vertretung für deren Gitarristen Dave Navarro, der sich von einer langen und schwerwiegenden Covid-Erkrankung erholen muss. Im Januar 2023 gab die Band bekannt, dass Klinghoffer weiterhin mit ihnen touren werde, bis Navarro gesund und bereit für eine Rückkehr sei.
Am 18. März 2024 fuhr Klinghoffer mit seinem SUV beim Linksabbiegen in Alhambra (Kalifornien) einen Fußgänger zu Tode. Im Juli 2024 reichte Ashley, die Tochter des getöteten 47-jährigen Israel Sanchez, Klage gegen Klinghoffer ein, der zu diesem Zeitpunkt mit Pearl Jam auf Tour war. Klinghoffer war am Handy, als er den Unfall verursachte; bei Verurteilung droht ihm eine Geldstrafe von 1.000 US$.

## Auftritte

### Tourbandmitglied
- Vincent Gallo (Gitarre, Bass, Klavier, 2001)
- Butthole Surfers (Gitarre & Schlagzeug, 2001)
- Beck (Gitarre, 2003)
- Golden Shoulders (Bass, 2003)
- Moris Tepper (Schlagzeug, 2004)
- PJ Harvey (Gitarre, Schlagzeug, 2004)
- Michael Rother (Schlagzeug, 2004)
- Sparks (Gitarre, 2006)
- Gnarls Barkley (Gitarre, Gesang & Synthesizer, 2006 – 2008)
- Pearl Jam (Gitarre, Gesang, Synthesizer, Percussion, 2021 -)
- Jane’s Addiction (2022 -)

### Bandmitglied
- Red Hot Chili Peppers (offizielles Mitglied, Gitarre / Gesang 2010 – 2019; Tourbandmitglied, Gitarre / Gesang / Percussion / Synthesizer 2007)
- Dot Hacker (seit 2008)
- Ataxia (2004 – 2007)
- Warpaint (2009)
- The Bicycle Thief (1998 – 2001)

## Diskografie

### Veröffentlichungen als Pluralone
- Io Sono Quel Che Sono / Menina Mulher Da Pela Preta (Vinyl-Single, August 2019)
- To Be One With You (Album – CD, Vinyl, November 2019)
- You Don't Know What You're Doing / Overflowing (Vinyl-Single, November 2019)
- Obscene / Fairy Tale (Vinyl-Single, Dezember 2019)
- Nowhere I Am / Directrix (Vinyl-Single, Juli 2020)
- The Night Won't Scare Me (Download, September 2020)
- The Report (Download, Oktober 2020)
- I Don't Feel Well (Album – Download, CD, Vinyl – Oktober / Dezember 2020)
- This is the Show (Album – Download, CD, Vinyl – März / Mai / August 2022)

### Zusammenarbeit mit anderen Musikern, als Mitglied in anderen Bands
- The Bicycle Thief – „You Come and Go Like a Pop Song“ (1999)
- Perry Farrell – „Song Yet To Be Sung“ (2001)
- Tricky – „Blowback“ (2001)
- Golden Shoulders – „Let My Burden Be“ (2002)
- John Frusciante – „Shadows Collide With People“ (2004)
- John Frusciante – „The Will to Death“ (2004)
- The Golden Shoulders – „Friendship Is Deep“ (2004)
- Ataxia – „Automatic Writing“ (2004)
- John Frusciante – „Inside of Emptiness“ (2004)
- John Frusciante & Josh Klinghoffer – „A Sphere In The Heart of Silence“ (2004)
- PJ Harvey – „Itunes Originals“ (2004)
- Thelonious Monster – „California Clam Chowder“ (2004)
- Gemma Hayes – „The Roads Don't Love You“ (2005)
- The Format – „Dog Problems“ (2006)
- Bob Forrest – „Modern Folk and Blues: Wednesday“ (2006)
- PJ Harvey – „The Peel Sessions 1991 - 2004“ (2006)
- Spleen – „Nun Lover!“ (2007)
- The Diary of IC Explura – „A Loveletter to the Transformer, pt. 1“ (2007)
- Charlotte Hatherley – „The Deep Blue“ (2007)
- Golden Shoulders – „Friendship is Deep“ (2007)
- Ataxia – „Automatic Writing II“ (2007)
- Neon Neon – „Stainless Style“ (2008)
- Martina Topley-Bird – „The Blue God“ (2008)
- John Frusciante – „The Empyrean“ (2009)
- Warpaint - „Exquisite Corpse“ (2009)
- Red Hot Chili Peppers - „I'm With You“ (2011)
- Dot Hacker – „Dot Hacker - EP“ (2012)
- Dot Hacker – „Inhibition“ (2012)
- Sophie Hunger – „The Danger of Light“ (2012)
- Red Hot Chili Peppers - „I'm Beside You“ (2014)
- Red Hot Chili Peppers - „The Getaway“ (2016)